# باولينيو (لاعب كرة قدم، مواليد 2000)
باولينيو انريكي سامبايو، معروف ب باولينيو (بالبرتغالية:pawˈlĩj̃u) (ولد في 15 يوليو 2000) هو لاعب كرة قدم يلعب حالياً كمهاجم للنادي الألماني باير 04 ليفركوزن ومنتخب البرازيل تحت 20 سنة لكرة القدم.

## وصلات خارجية
- باولينيو (ولد عام 2000) على موقع الاتحاد الأوربي (الإنجليزية)
- باولينيو (ولد عام 2000) على موقع إي إس بي إن إف سي (الإنجليزية)
- باولينيو (ولد عام 2000) على موقع قاعدة بيانات كرة القدم.إي يو (الإنجليزية)
- باولينيو (ولد عام 2000) على موقع بيانات كرة القدم. دي إي (الألمانية)
- باولينيو (ولد عام 2000) على موقع ليكيب (الفرنسية)
- باولينيو (ولد عام 2000) على موقع ناشيونال فوتبول تيمز (الإنجليزية)
- باولينيو (ولد عام 2000) على موقع Soccerbase.com (لاعب) (الإنجليزية)
- باولينيو (ولد عام 2000) على موقع Soccerway.com (الإنجليزية)
- باولينيو (ولد عام 2000) على موقع عالم كرة القدم.نت (الإنجليزية)
- باولينيو (ولد عام 2000) على موقع كووورة